# Sloveč
Sloveč är en ort i Tjeckien.   Den ligger i regionen Mellersta Böhmen, i den centrala delen av landet, 70 km öster om huvudstaden Prag. Sloveč ligger 221 meter över havet och antalet invånare är 521.
Terrängen runt Sloveč är platt. Runt Sloveč är det ganska glesbefolkat, med 34 invånare per kvadratkilometer. Närmaste större samhälle är Poděbrady, 17,7 km sydväst om Sloveč. Trakten runt Sloveč består till största delen av jordbruksmark.